# Fletcher (Ohio)
Fletcher é uma vila localizada no estado norte-americano de Ohio, no Condado de Miami.

## Demografia
Segundo o censo norte-americano de 2000, a sua população era de 510 habitantes.
Em 2006, foi estimada uma população de 512, um aumento de 2 (0.4%).

## Geografia
De acordo com o United States Census Bureau tem uma área de
0,8 km², dos quais 0,8 km² cobertos por terra e 0,0 km² cobertos por água. Fletcher localiza-se a aproximadamente 344 m acima do nível do mar.

## Localidades na vizinhança
O diagrama seguinte representa as localidades num raio de 16 km ao redor de Fletcher.